# Erywań (jezioro)
Jezioro Erywań (orm. Երևանյան լիճ) – sztuczny zbiornik wodny znajdujący się w stolicy Armenii, Erywaniu. Powstał w latach 1963–1966, a otwarty został w 1967.

## Historia
Akwen znajduje się w kanionie rzeki Hrazdan. W 1968 prace archeologiczne ujawniły obsydianowe narzędzia z epoki paleolitu, znalezione w jaskini na prawym brzegu jeziora, należącej w tamtych czasach do mieszkających w niej myśliwych. Stanowisko to nosi nazwę Szengawit (orm. Շենգավիթ). 
W 1976 kierowca trolejbusu z 96 pasażerami na pokładzie stracił kontrolę nad pojazdem i wpadł do jeziora, opadając na dno, na głębokość dziesięciu metrów. Dwadzieścia osób uratował ze zmiażdżonego pojazdu przypadkowo jeżdżący w okolicy na nartach mistrz pływacki Szawarsz Karapetian. Zakończyło to jego karierę sportową, ponieważ wynosząc ofiary wypadku z wody nabawił się zapalenia płuc i sepsy. Informacje o wypadku zostały utajnione przez komunistyczne władze ZSRR.

## Przyroda
W 2018 przebadano akwen na okoliczność występowania w nim sinic i cyjanotoksyn. Głównymi gatunkami sinic oznaczonymi w zbiorniku były sinice z rodzaju Microcystis, gatunku Dolichospermum i Planktothrix.

## Otoczenie
Nad jeziorem znajduje się ambasada USA oraz Pomnik przyjaźni armeńsko-arabskiej.

## Galeria

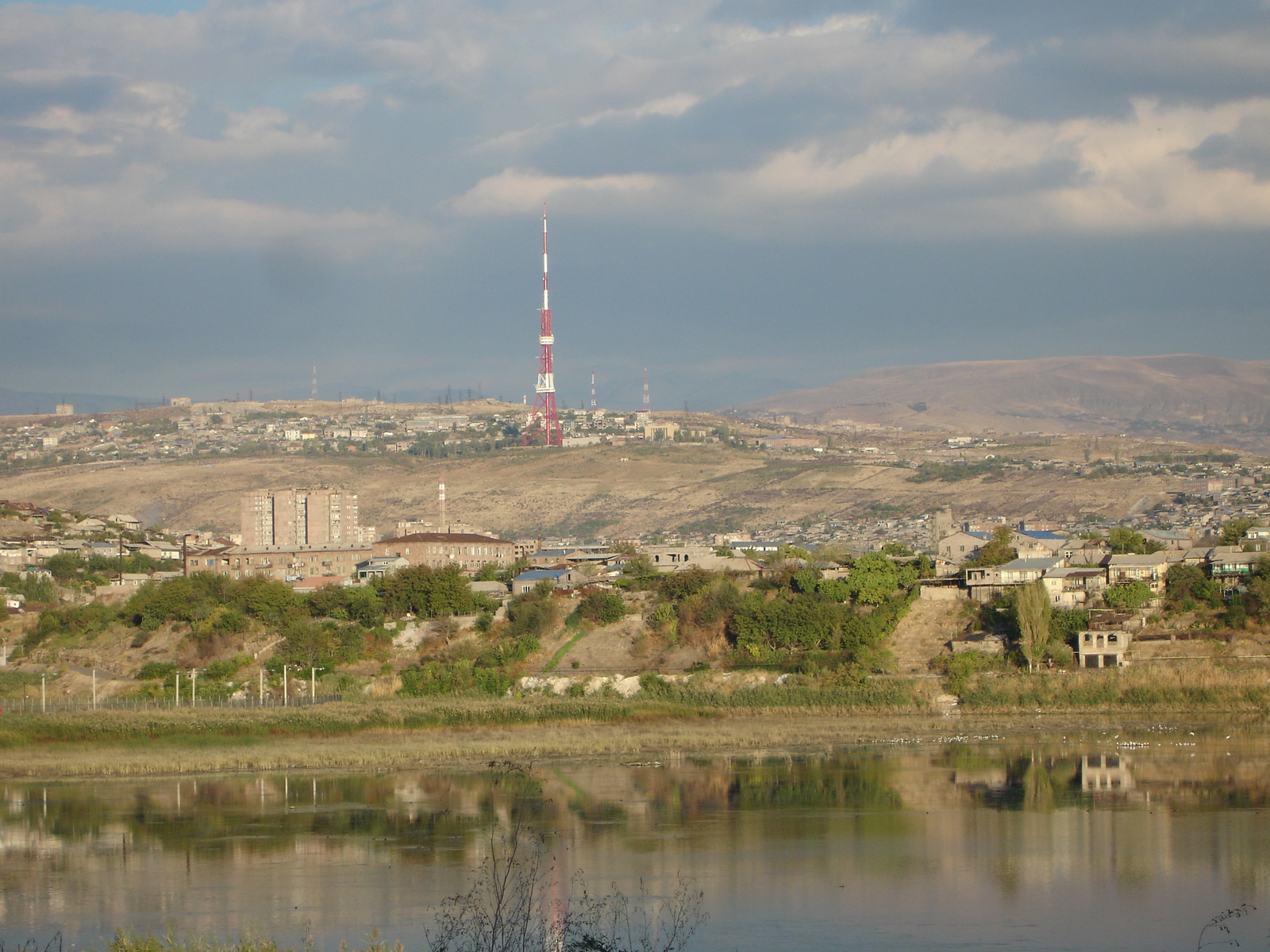
Część Erywania położona nad jeziorem
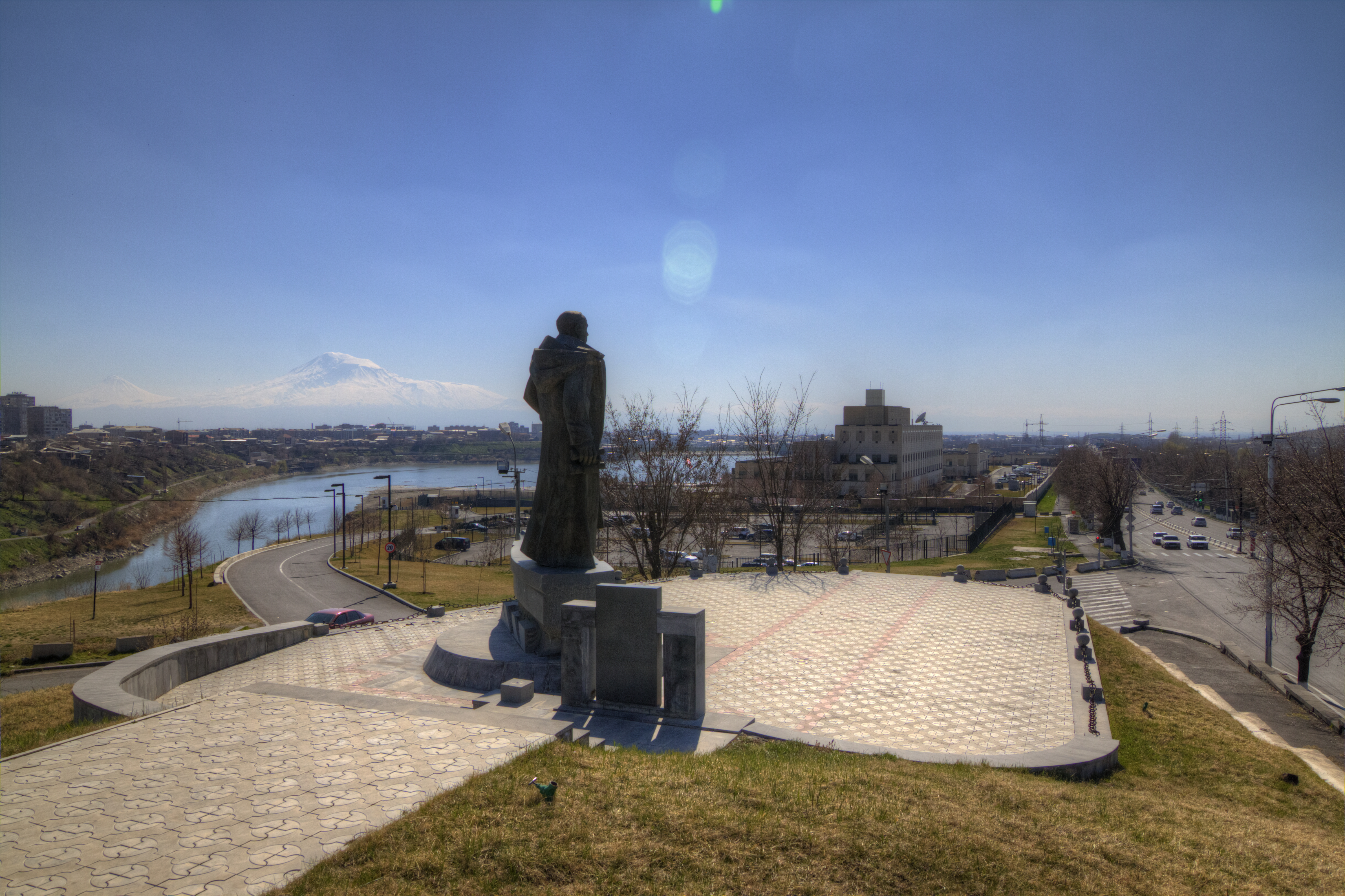
Widok z ambasadą USA
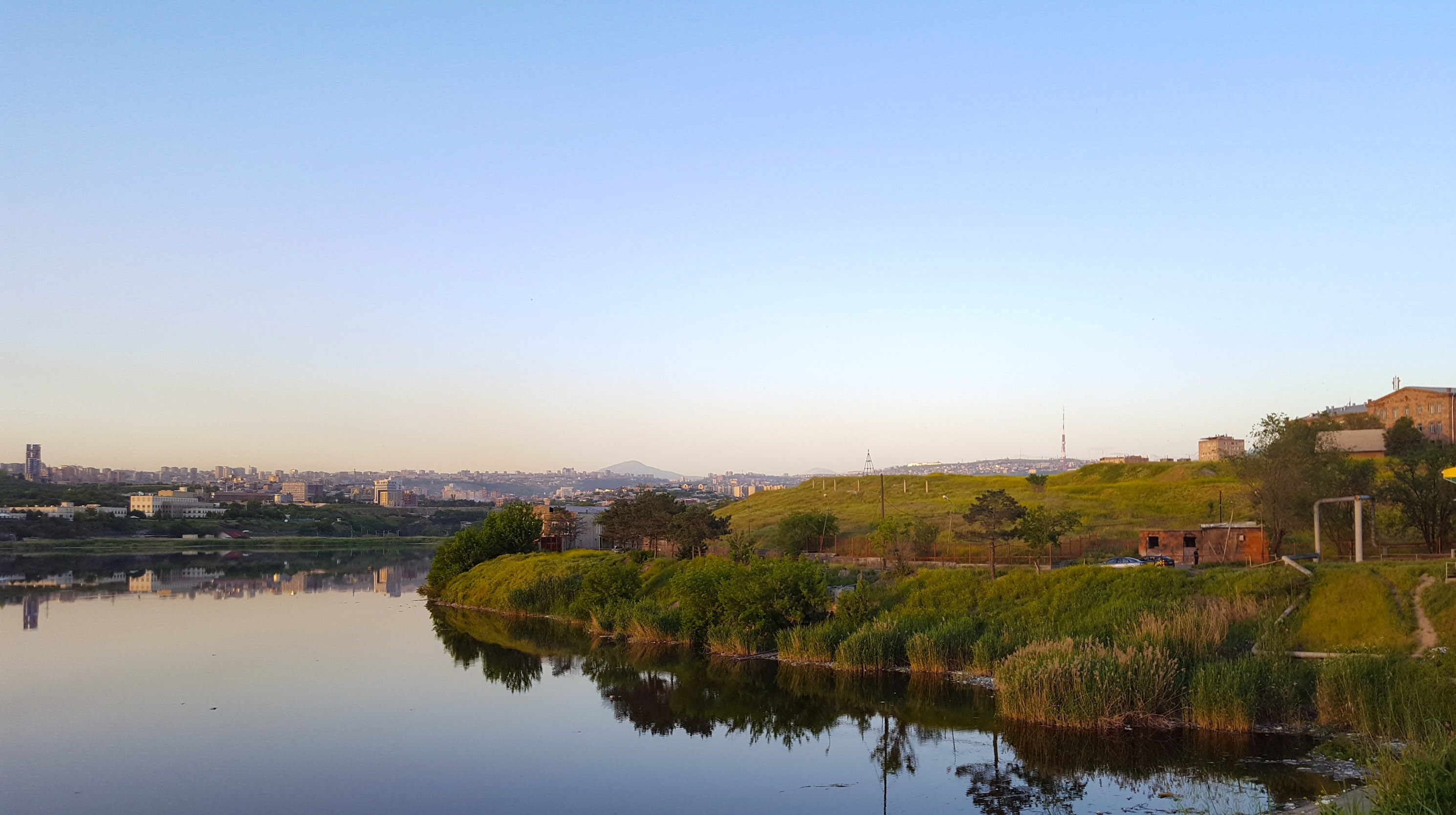
Fragment akwenu